# Xanthoparmelia neosynestia
Xanthoparmelia neosynestia är en lavart som beskrevs av Hale. Xanthoparmelia neosynestia ingår i släktet Xanthoparmelia och familjen Parmeliaceae.   Inga underarter finns listade i Catalogue of Life.